# نشانگان فلتی
سندرم فلتی(به انگلیسی: Felty's syndrome) به مجموعه، آرتریت روماتوئید، بزرگی طحال (اسپلنومگالی) splenomegaly و نوتروپنی neutropenia گفته می‌شود. این نشانگان در کمتر از ۱ ٪ از بیماران مبتلا به آرتریت روماتوئید به چشم می‌خورد.

## علل
علت نشانگان فلتی Felty 'sناشناخته‌است. نشانگان فلتی در کسانی که برای مدت زمانی طولانی به آرتریت روماتوئید مبتلا بوده‌اند بیشتر رایج است. به دلیل کم بودن تعداد گلبول‌های سفید خون، افراد مبتلا به این سندرم در معرض خطر ابتلا به بیماری‌های عفونی قرار دارند.

## نشانه‌ها
علایم نشانگان فلتی مشابه نشانه‌های آرتریت روماتوئید هستند. بیماران از مفاصل دردناک، سفت و متورم، به ویژه در دست، پا و بازوها رنج می‌برند .
بزرگ شدن طحال و سطح پایین برخی از گلبولهای سفید خون(نوتروپنی) از ویژگی‌های دیگر این نشانگان به شمار می‌آبند.
افراد مبتلا به نشانگان فلتی ممکن است دچار تب، کاهش وزن، و / یا خستگی شوند. در برخی از موارد، افراد مبتلا ممکن است دچار تغییر رنگ پوست به خصوص در پا (رنگ قهوه‌ای غیر طبیعی)، زخم بخش تحتانی پا، و / یا کبد بزرگ (هپاتومگالی) شوند. علاوه بر این، بیماران ممکن است سطوح پایین گلبولهای قرمز خون (کم خونی) و کاهش در تعداد پلاکت‌های خون را نشان دهند.

## عوارض
- عفونت راجعه
- کم خونی و ترومبوسیتوپنی در اثرهیپراسپلنیسم (پرکاری طحال)
- بزرگی غدد لنفی (لنفادنوپاتی)
- هیپرپیگمانتاسیون و ایجاد زخم در پوست

## درمان
کنترل آرتریت روماتوئید، بهترین درمان برای سندرم فلتی محسوب می‌شود. بزرگی طحال (اسپلنومگالی) splenomegaly و نوتروپنی در بیشتر موارد به درمان‌های سرکوب کننده سیستم ایمنیImmunosuppressive therapy پاسخ نشان می‌دهند. این یافته‌ها نشان دهنده این واقعیت است که نشانگان فلتی یک بیماری با واسطه سیستم ایمنی است. در موارد شدید، برداشتن طحال ممکن است نوتروپنی را بهبود بخشد.